# فرودگاه پاتیلا
 فرودگاه پاتیلا (به انگلیسی: Patiala Airport) (به زبان بومی: (Patiala Aviation Complex)) یک فرودگاه است که یک باند فرود آسفالت دارد و طول باند آن ۱۱۶۷ متر است. این فرودگاه در شهر پاتیالا کشور هند قرار دارد و در ارتفاع ۲۵۰ متری از سطح دریا واقع شده است.